# Tvorkov
Tvorkov (polsky Tworków, německy Tworkau, v letech 1936–1945 Tunskirch) je vesnice v jižním Polsku ve Slezském vojvodství v okrese Ratiboř ve gmině Křižanovice. Nachází se na historickém území Horního Slezska v blízkosti hranice s Českou republikou zhruba 18 km severně od Ostravy. V roce 2015 zde žilo 2 719 obyvatel. Mimo intravilán k obci patří osady Hanowiec (Annahof) a Brzeziak (Birkenwald).

## Dějiny
První písemná zmínka o Tvorkově pochází z roku 1350, avšak jeho vznik je datován již do roku 1258. Do 15. století patřil rodu Tvorkovských z Kravař, pak se na zdejším panství vystřídala řada různých šlechtických rodů. V letech 1772–1841 patřilo Eichendorffům (odtud pocházel Johann Friedrich von Eichendorff, který dal postavit zámek Šilheřovice), načež se do konce druhé světové války stalo majetkem rodu Saurma-Jeltsch. V raném novověku byla ves mnohokrát arénou selských vzpour, asi nejznámější vypukla v roce 1591.
Tvorkov byl součástí Ratibořského knížectví na hranici s Opavskem. Tradiční místní nářečí patřilo ke slezsko-lašské přechodové skupině. Při rozdělení Slezska v roce 1742 připadla vesnice Prusku a v rámci okresu Ratiboř (Landkreis Ratibor) se do konce druhé světové války nacházela na území pruského a německého státu. V roce 1945 byla připojena k Polsku.
V roce 2020 byl na Odře východně od obce dokončen suchý polder Racibórz Dolny (Dolní Ratiboř). Při jeho výstavbě zanikla historicky na Tvorkov napojená obec Ligota Tworkowska (Lhota).

## Pamětihodnosti
- Zřícenina zámku Tworków. Původní středověká tvrz byla přestavěna do podoby renesanční rezidence Kasperem von Wodnikem kolem roku 1567, což připomíná datum vytesané na zámecké věži. V letech 1872–1874 došlo na podnět hraběte Johanna Georga von Saurma-Jeltsch k zásadní přestavbě zámku v novorenesančním slohu podle návrhu Carla Heidenreicha. V roce 1931 za neznámých okolností vyhořel a poté byl pouze provizorně zabezpečen. Další požár zapříčinili vojáci Rudé armády v roce 1945. Po válce budova dále chátrala a teprve v roce 2003 byla odkoupena gminou Křižanovice, která provedla zabezpečovací práce a od roku 2020 zpřístupnila areál včetně výstupu na věž návštěvníkům. Zámek je obklopen malým parkem s několika dochovanými stromy z 18. století.[6][11]
- Kostel sv. Petra a Pavla. Katolický farní kostel byl postaven mezi lety 1691 až 1694 v barokním slohu podle návrhu opavského stavitele Jana Zellera. Bohatě vybavený interiér stavbu řadí mezi nejvýznamnější sakrální památky Ratibořska. Lze si zde prohlédnout mj. štukovou výzdobu mistra Antonína Signo z Opavy, lóži dobrodinců kostela či dvouúrovňový hlavní oltář. V předsíni se nachází expozice jedenácti rakví objevených v kryptě v roce 1993. Patří Václavu von Reiswitzovi, majiteli tvorkovského panství, který zemřel v roce 1669, jeho ženě Evě rozené Wilczkové († 1655) a devíti dětem. Do barokních sarkofágu jsou k zesnulým uloženy i různé předměty: šatičky, věnečky, panenky, polštářky pod hlavu apod. V pohřební kapli s oratoří odpočívají představitelé rodu Saurma-Jeltsch.[6]
- Kostel sv. Urbana zvaný Urbanek. Poutní kostelík na okraji vsi v osadě Brzeziak u cesty do Ovsiště. Byl postaven v roce 1779. Bohoslužby se zde konají dvakrát do roka: 25. května na den svatého Urbana (z farního kostela jde procesí s obrazem světce) a 15. srpna k slavnosti Nanebevzetí Panny Marie.[12]
- Alej Hroza (Aleja Hroza). Název pochází od nářečního výrazu pro hráz (lidová etymologie jej však spojuje i s výrazem hrůza v souvislosti s pověstmi o vodnících). Jedná se totiž o starou hráz oddělující rybníky doloženou v pramenech již v roce 1541. Po zániku rybníků na počátku 19. století byla v návaznosti na zámecky park přeměněna ve stromořadí spojující Tvorkov a Benkovice (Bieńkowice). Jedná se – což je méně častý případ – o vícedruhovou alej, přičemž nejčetnější jsou lípy malolisté.[13] U jejího začátku se nachází jediný dosud existující rybník Trzeciok a také historický vodní mlýn z roku 1914.[14]
- Náměstí. Tvorkovská náves byla v počátcích 21. století upravena na náměstí maloměstského typu. Nachází se zde pomník Zlatý klas (Złoty Kłos), k němuž se váže příběh o tom, že roku 1720 vyrostlo v jednom tvorkovském rybníce obří stéblo pšenice s 83 klasy obsahujícími 50 až 60 zrn každý. Dále je tu umístěn bludný balvan s nápisem Tu bije serce Tworkowa (Zde bije srdce Tvorkova) a památník občanů padlých za prusko-francouzské války 1870–1871.

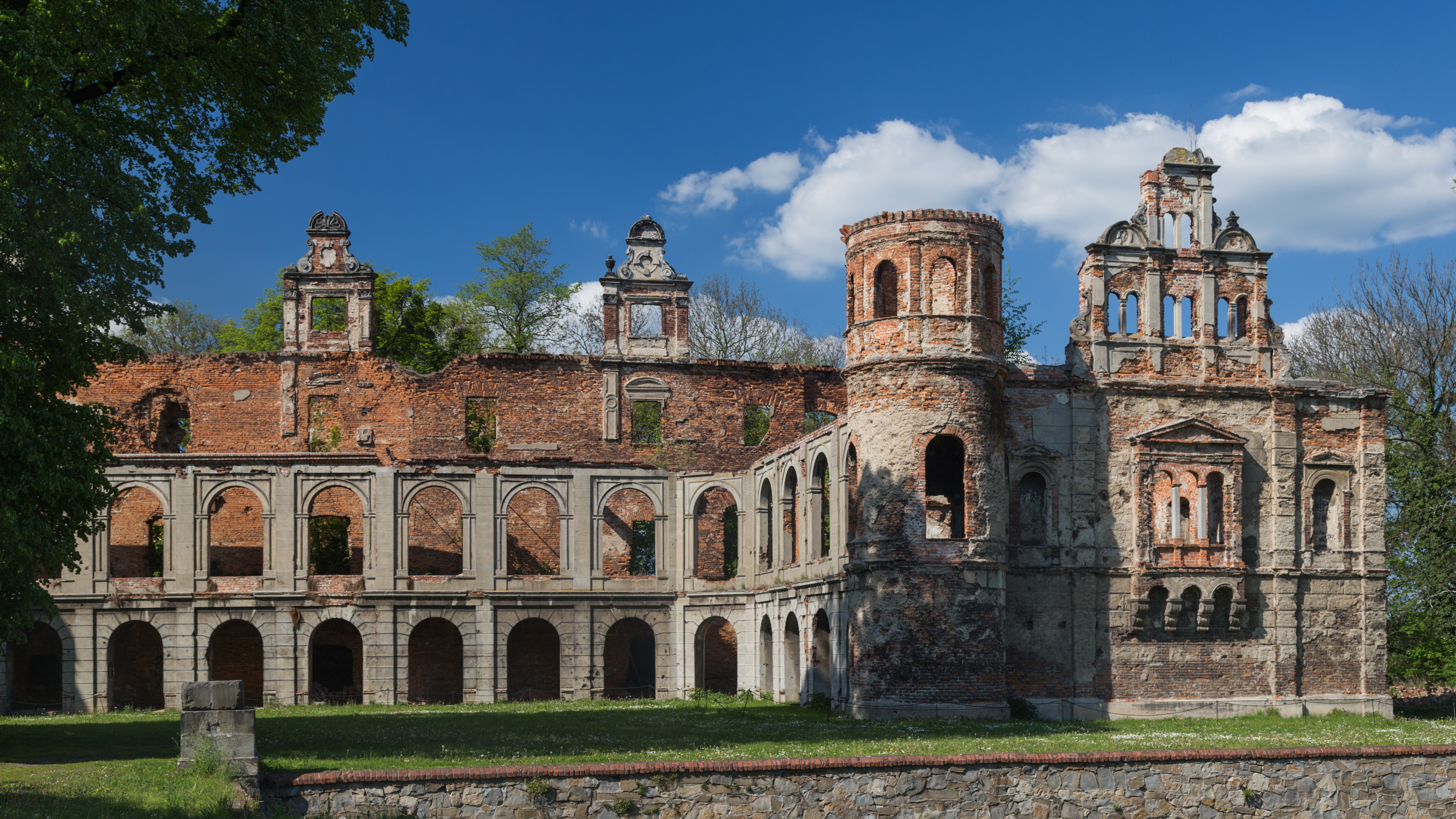
Zřícenina – průčelí
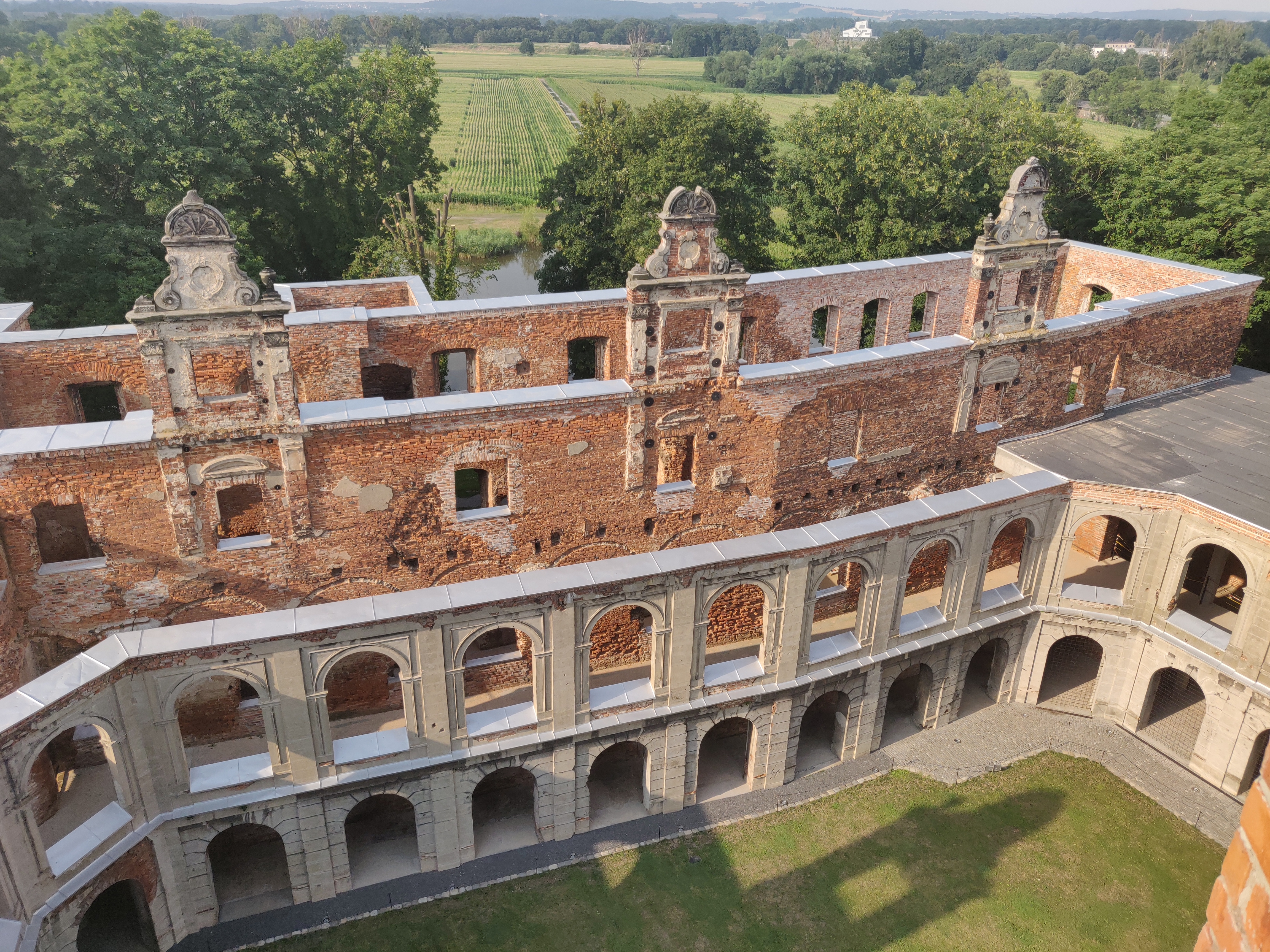
Zřícenina – pohled z věže
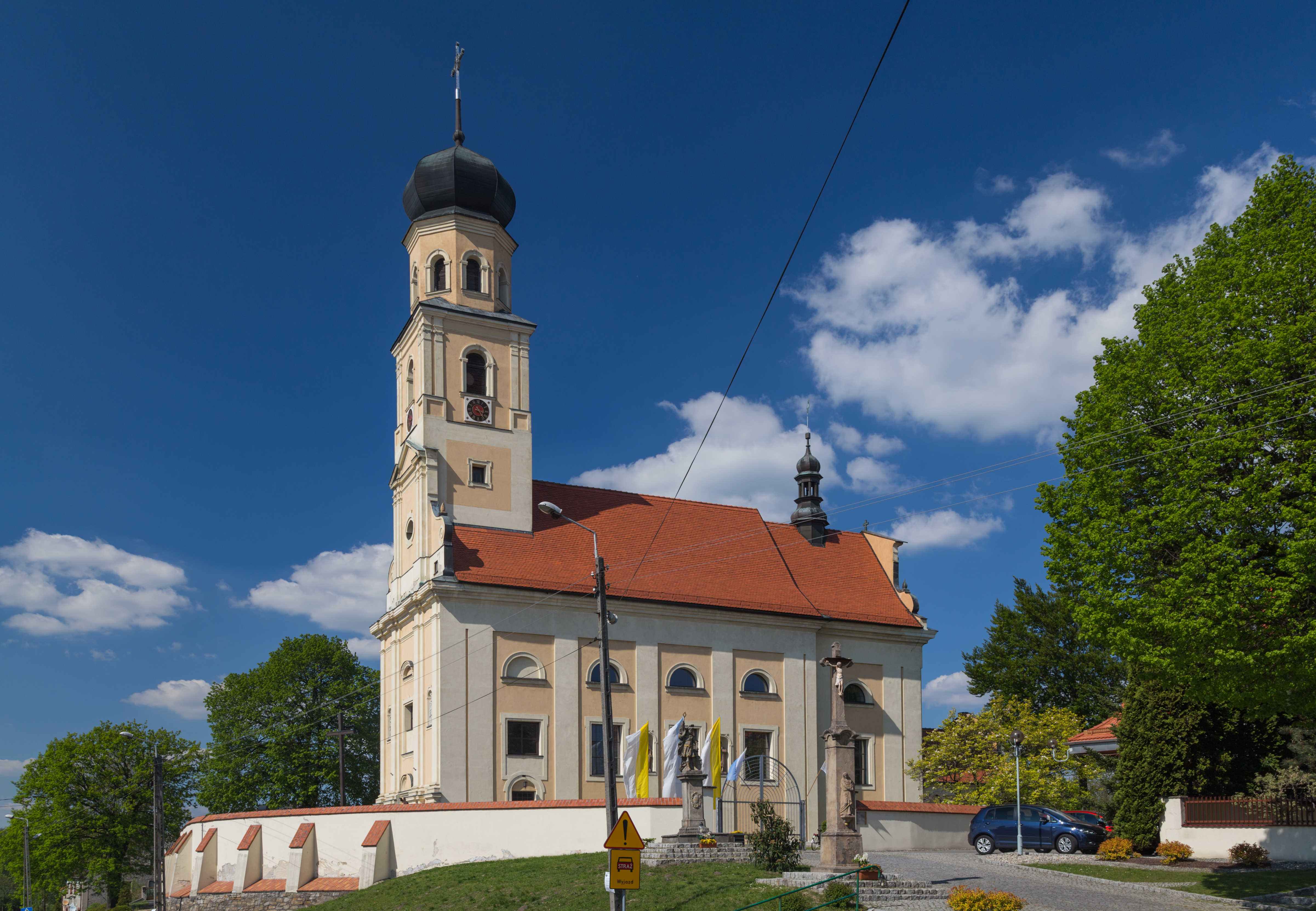
Kostel sv. Petra a Pavla
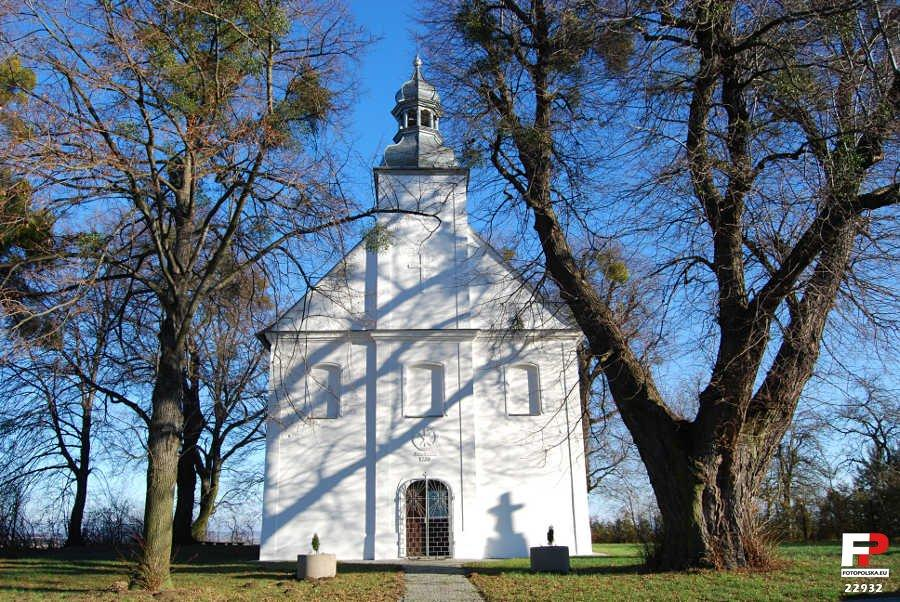
Kostel sv. Urbana
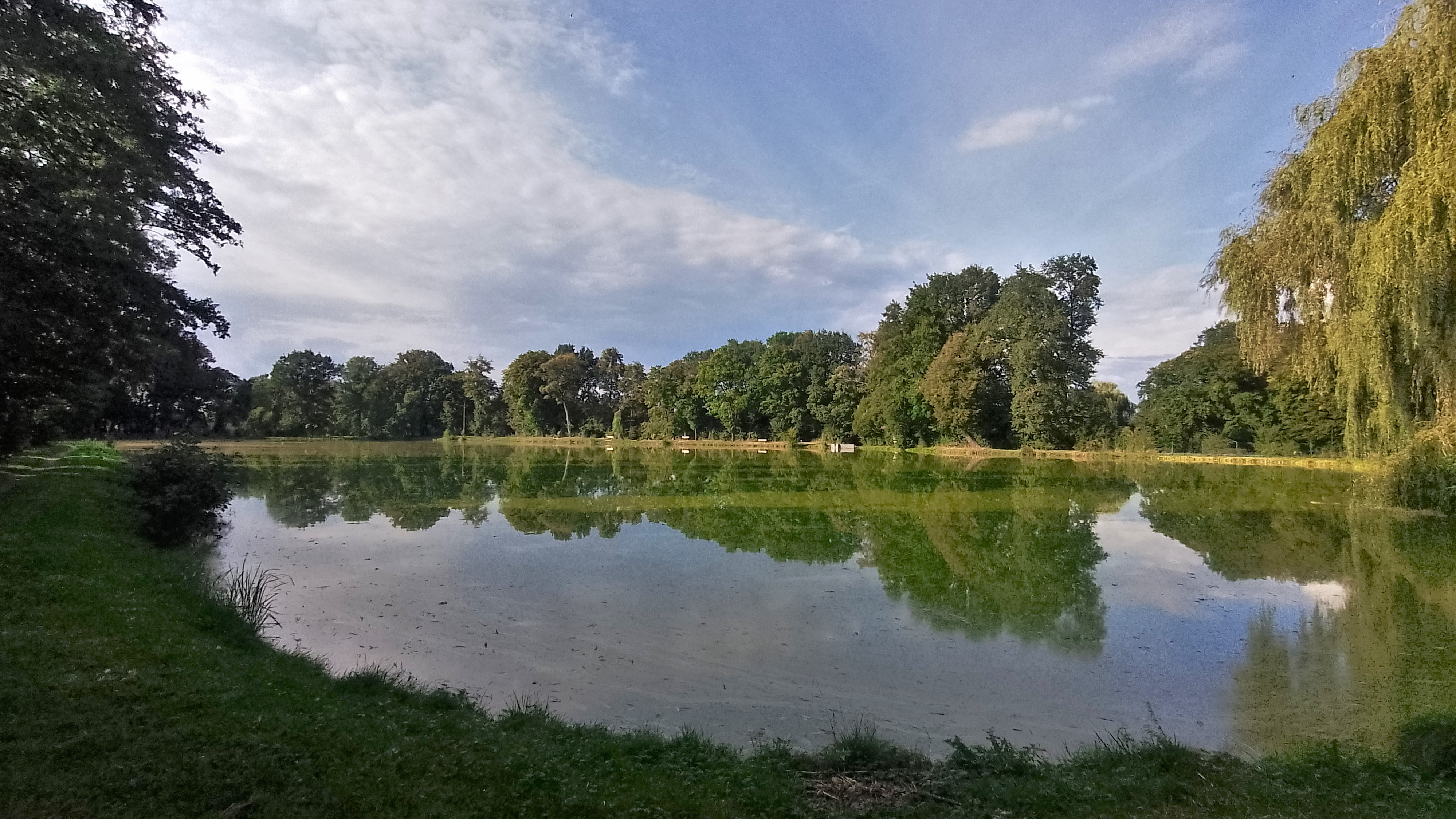
Rybník Trzeciok
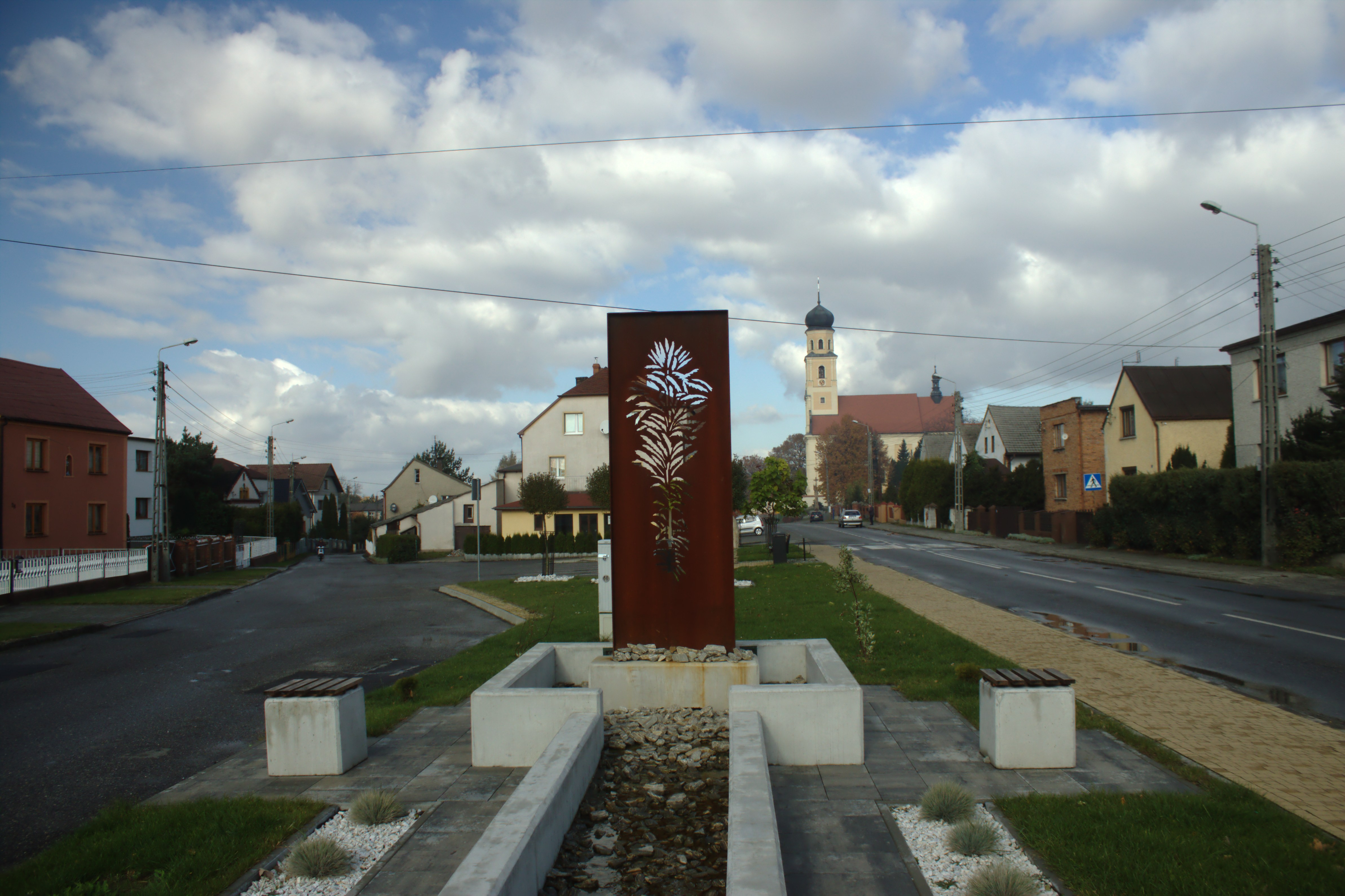
Zlatý klas
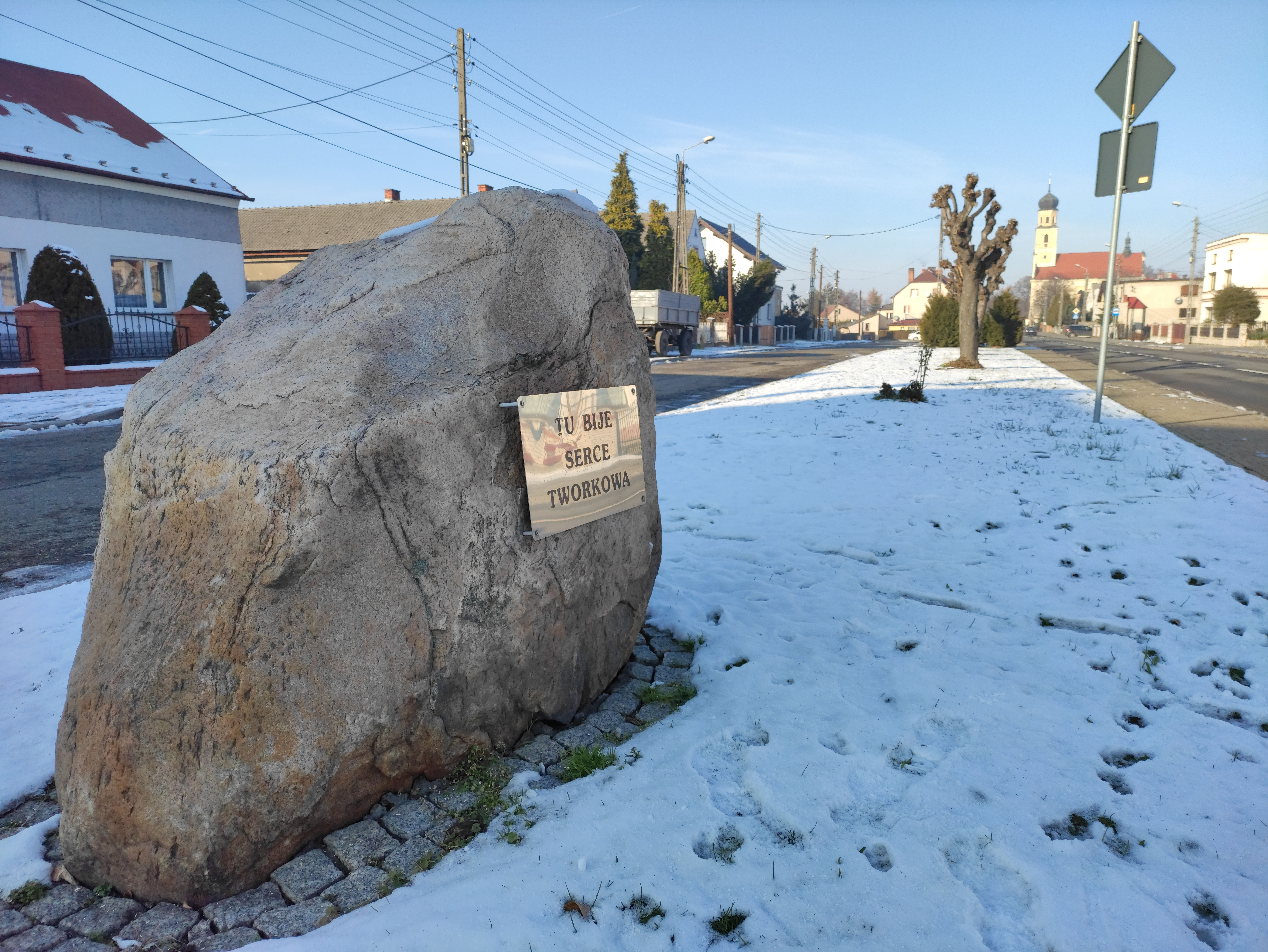
Bludný balvan Zde bije srdce Tvorkova

## Doprava

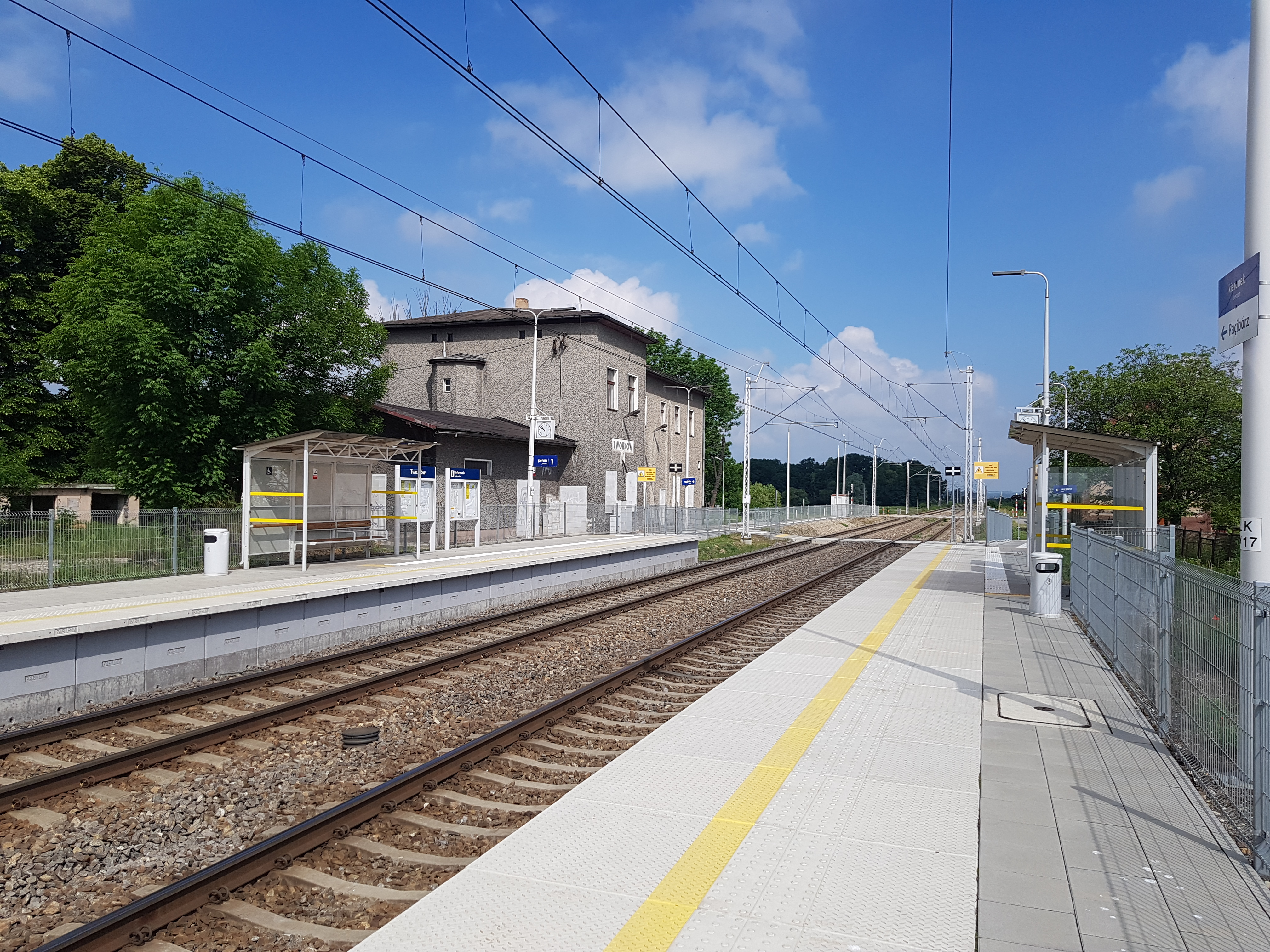
Vlaková zastávka Tworków

Tvorkov leží na železniční trati z Bohumína do Ratiboře, která je součástí historické Vilémovy dráhy. Zastávka Tworków se nachází zhruba 1,5 km severovýchodně od centra vesnice. Zastavují zde osobní vlaky společnosti Koleje Śląskie (Slezské dráhy).
Obchvatem obce prochází národní silnice (droga krajowa) č. 45, která spojuje Zabelkov na českých hranicích s Opolím. Regionální autobusovou dopravu (spojení s Ratiboří, Křižanovicemi, Ovsišti a Chałupkami) zajišťuje dopravní podnik PKS Racibórz, ovšem přeshraniční linky nejsou provozovány.
Nejbližší hraniční přechody s Českem jsou Hať/Tvorkov (3,5 km) a Píšť/Ovsiště (4,5 km).

## Rodáci
- Hans Bialas (1911–1964) – funkcionář Stasi, v letech 1958–1962 ředitel XV. oddělení zodpovědného za vězeňský systém
- Emil Szramek (1887–1942) – katolický duchovní, oběť koncentračního tábora Dachau
- Augustin Weltzel (1817–1897) – katolický duchovní, mnohaletý tvorkovský farář, autor řady monografií o dějinách Slezska
- Anna Wyszkoni (* 1980) – zpěvačka, bývalá frontmanka popové skupiny Łzy

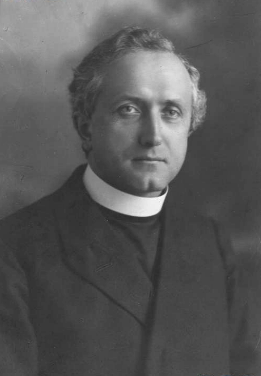
Emil Szramek
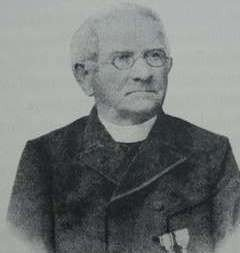
Augustin Weltzel
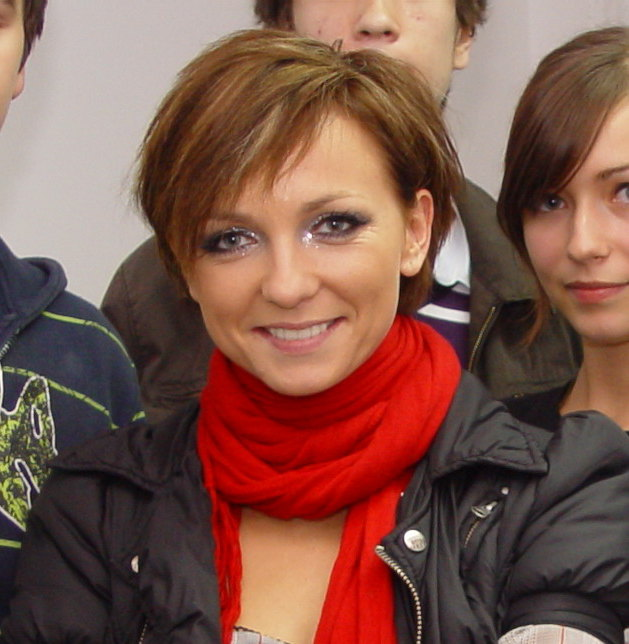
Anna Wyszkoni